# Дешеві місця (фільм, 1979)
Дешеві місця (англ. Bleacher Bums) — телефільм режисера Стюарта Гордона.

## У ролях
- Роберта Кастер — Мелоді Кінг
- Річард Файр — Марвін
- Денніс Франц — Зіг
- Джо Мантенья — Декер
- Керолін Парді-Гордон — Роуз
- Майкл Саад — Грег
- Кіт Шарабайка — вболівальник
- Йен Патрік Вільямс — Річі
- Вільям Деніелс
- Стюарт Гордон
- Денніс Кеннеді